# Xenitenopsis
Xenitenopsis is een geslacht van kevers uit de familie van de loopkevers (Carabidae). De wetenschappelijke naam van het geslacht is voor het eerst geldig gepubliceerd in 1956 door Basilewsky.

## Soorten
Het geslacht Xenitenopsis is monotypisch en omvat slechts de volgende soort:
- Xenitenopsis jacoti Basilewsky, 1956